# Блыскош, Иосиф Андреевич
Ио́сиф Андре́евич Блы́скош, пол. Józefat Błyskosz (2 мая 1876 — 14 января 1947) — крестьянин, польский политический деятель, депутат Государственной думы I и II созывов от Седлецкой губернии.

## Биография
Польский крестьянин из села Долгоброды Бельского уезда Седлецкой губернии. Окончил гминную школу. Землевладелец, обрабатывал собственный участок площадью 10 десятин. Активный участник Общества национального просвещения в Седлецкой губернии. Принимал участие в издании национально-патриотической литературы. В результате в 1897 году против него было возбуждено уголовное дело, впоследствии прекращенное. С 1903 года сотрудничал с Обществом опеки за униатами. Член Национально-демократической партии. Печатался в еженедельнике «Жиче Громадске» («Народная жизнь») и других изданиях.
20 апреля 1906 избран в Государственную думу I созыва   от общего состава выборщиков Седлецкого губернского избирательного собрания. Состоял в Польском коло. Подписал заявление 27 членов Думы, поляков, «Об отношение Царства Польского к Российской империи по прежнему законодательству и Основным законам 23 апреля 1906 года». Участвовал в обсуждении аграрного вопроса, выступил за предоставление права проведения аграрной реформы местным автономным комитетам Царства Польского. Должен был выступить от имени Польского коло на общем заседании Думы по вопросу о свободе совести, но выступление не состоялось, так как Дума была распущена. За время деятельность в Думе Блыскош сэкономил несколько сот рублей, которые направил в родную деревню для открытия школы.
6 февраля 1907 избран во Государственную думу II созыва от общего состава выборщиков Седлецкого губернского избирательного собрания. Состоял в Польском коло. Член комиссии о свободе совести и аграрной комиссии. Выступил по поводу законопроекта «Об отмене взысканий за тайное обучение в Царстве Польском и Западном крае».
После роспуска Второй Думы вернулся на родину. Разочарованный примиренческой в отношении России политикой лидера Национально-демократической партии Р. Дмовского в 1908 вышел из её рядов. Тем не менее оставался политически активным, так Блыскош один из организаторов протестов против выделения Холмской губернии из состава Царства Польского. Был арестован, сослан в административном порядке, но бежал и скрывался в Виленской губернии под чужой фамилией. Опять арестован в декабре 1912, освобожден по амнистии в марте 1913.
После начала Первой мировой войны 1914—1918 агитировал против мобилизации поляков в российскую армию. В течение войны не вошёл ни в одно политическое объединение или партию, однако участвовал в борьбе за независимое Польское государство. В 1916 году после оккупации Польши германскими и австро-венгерскими войсками работал в Национальном совете  и других организациях, добивавшихся независимости Польши. Этим привлёк внимание германских оккупационных властей, был арестован и посажен в тюрьму в Бяла-Подляске. После освобождения переехал на территорию, оккупированную Австро-Венгрией, где участвовал в деятельности Польской военной организации.
После установления независимости Польши был избран в Законодательный Сейм; работал в различных его комиссиях.